# Рощинский (Новосибирская область)
Ро́щинский — посёлок в Искитимском районе Новосибирской области. Входит в состав Чернореченского сельсовета.

## География
Площадь посёлка — 264 гектара.

## История
В советское время в посёлке действовал совхоз «Бердский».

## Население
| 2002 | 2007 | 2010 |
| ---- | ---- | ---- |
| 561  | ↗646 | ↘533 |

## Инфраструктура
В посёлке по данным на 2007 год функционируют 1 учреждение здравоохранения, 1 учреждение образования и 1 учреждение культуры.

## Известные жители
- Саяпина, Нина Васильевна (1930—1995) — советская доярка. Герой Социалистического Труда.